# Obesotoma robusta
Obesotoma robusta är en snäckart som först beskrevs av Alpheus Spring Packard 1867.  Obesotoma robusta ingår i släktet Obesotoma och familjen kägelsnäckor. Inga underarter finns listade i Catalogue of Life.